# Charles W. Kegley, Jr.
Charles W. Kegley, Jr. (* 5. März 1944) ist ein US-amerikanischer Politikwissenschaftler und emeritierter Professor der University of South Carolina. Sein Fachgebiet sind die Internationalen Beziehungen. 1993/94 amtierte er als Präsident der International Studies Association (ISA).
Kegley machte seinen Bachelor-Abschluss an der American University und wurde an der Syracuse University zum Ph.D. promoviert. An der University of South Carolina leitete er gemeinsam mit dem ehemaligen US-Außenminister Lawrence Eagleburger das Byrnes International Center. Bevor er an die University of South Carolina kam, war er an der Georgetown University tätig. Er war Gastprofessor an der University of Texas, der Rutgers University, der Chinesischen Volksuniversität und dem Graduate Institute of International Studies in Genf.

## Schriften (Auswahl)
- Mit Shannon Lindsey Blanton: World politics. Trends and transformations. 13. Auflage, Cengage Learning, Boston 2015, ISBN 9781285437279.
- Mit anderen: American foreign policy. Pattern and process. 7. Auflage, Thomson/Wadsworth, Belmont 2008, ISBN 0534603378